# Костриця макітринська
{{#ifeq:0|0|{{#if:Festuca makutrensis|{{#if:|[[]}}|[[]]}}}}
Костриця макітринська, костриця макутринська (Festuca makutrensis) — вид однодольних квіткових рослин з родини злакових (Poaceae).

## Опис
Це багаторічна рослина 20–30(50) см. Дерновини щільні, дрібні. Листки вужчі, 0.3–0.5(0.7) мм у діаметрі, з 5–7 жилками, зверху з 3 ребрами. Цвітіння: травень і червень.

## Поширення
Вид росте в Україні, Росії, Польщі, Австрії.
В Україні росте на піщаних гривах, сухих луках, у борах, на річкових терасах, кам'янистих схилах Кременецьких гір — на заході України, дуже рідко (м. Броди Львівської обл., с. Скарги Кременепського р-ну та м. Кременець Тернопільської обл.).